# كاترين س. بليك
كاترين س. بليك (بالإنجليزية: Catherine C. Blake)‏ هي قاضية ومحامية أمريكية، ولدت في 1950 في بوسطن في الولايات المتحدة.